# Aymaria
Aymaria là một chi nhện trong họ Pholcidae.

## Các loài
Các loài trong chi này gồm:
- Aymaria calilegua Huber, 2000
- Aymaria conica (Banks, 1902)
- Aymaria dasyops (Mello-Leitão, 1947)
- Aymaria floreana (Gertsch & Peck, 1992)
- Aymaria insularis (Banks, 1902)
- Aymaria jarmila (Gertsch & Peck, 1992)
- Aymaria pakitza Huber, 2000